# لويجي رافين
لويجي رافين (بالإيطالية: Gino Raffin)‏ هو لاعب كرة قدم ومدرب كرة قدم إيطالي في مركز الهجوم، ولد في 1 يونيو 1936 في جونارس في إيطاليا. لعب مع جونيور بييلا ليبرتاس ونادي باليرمو ونادي برو فيرتشيلي ونادي بريشيا ونادي فينيزيا ونادي كاسالي ونادي ليفورنو ونادي ليكو ويوفنتوس.